# HMS Rainbow (N16)
| «Рейнбоу» (N16)                                                       | «Рейнбоу» (N16)                                                                                            | «Рейнбоу» (N16)                                                                                            |
| --------------------------------------------------------------------- | --- | --- |
| HMS Rainbow (N16)                                                     | | |
|                                                                       | | |
| Британський підводний човен «Рейнбоу»                                 | | |
| Верф                                                                  | Chatham Dockyard, Чатем                                                                                    | Chatham Dockyard, Чатем                                                                                    |
| Під прапором                                                          | Велика Британія                                                                                            | Велика Британія                                                                                            |
| Належність                                                            | Військово-морські сили Великої Британії                                                                    | Військово-морські сили Великої Британії                                                                    |
| Порт приписки                                                         | Гонконг Александрія Валлетта                                                                               | Гонконг Александрія Валлетта                                                                               |
| На честь                                                              | 9-й корабель флоту на ім'я «Рейнбоу» (укр. Веселка)                                                        | 9-й корабель флоту на ім'я «Рейнбоу» (укр. Веселка)                                                        |
| Замовлення                                                            | 28 січня 1929                                                                                              | 28 січня 1929                                                                                              |
| Закладений                                                            | 24 липня 1929                                                                                              | 24 липня 1929                                                                                              |
| Спуск на воду                                                         | 14 травня 1930                                                                                             | 14 травня 1930                                                                                             |
| Введений до складу флоту                                              | 18 січня 1932                                                                                              | 18 січня 1932                                                                                              |
| На службі                                                             | 1932–1940                                                                                                  | 1932–1940                                                                                                  |
| Загибель                                                              | 4 жовтня 1940 року ймовірно зіткнувся з італійським судном Antonietta Costa та затонув в Адріатичному морі | 4 жовтня 1940 року ймовірно зіткнувся з італійським судном Antonietta Costa та затонув в Адріатичному морі |
| Сучасний статус                                                       | затонулий                                                                                                  | затонулий                                                                                                  |
| Бойовий досвід                                                        | Друга світова війна Битва на Середземному морі                                                             | Друга світова війна Битва на Середземному морі                                                             |
| Проєкт                                                                | | |
| Класифікація ПЧ                                                       | океанський дизель-електричний підводний човен                                                              | океанський дизель-електричний підводний човен                                                              |
| Тип ПЧ                                                                | Підводний човен типу «Рейнбоу»                                                                             | Підводний човен типу «Рейнбоу»                                                                             |
| Основні характеристики                                                | | |
| Швидкість (надводна)                                                  | 17,5 вузла (32,4 км/год)                                                                                   | 17,5 вузла (32,4 км/год)                                                                                   |
| Швидкість (підводна)                                                  | 8,6 вузла (15,9 км/год)                                                                                    | 8,6 вузла (15,9 км/год)                                                                                    |
| Робоча глибина занурення                                              | 75 м | 75 м |
| Гранична глибина занурення                                            | 90 м | 90 м |
| Дальність плавання                                                    | 8500 миль (15 700 км) на швидкості 10 вузлів                                                               | 8500 миль (15 700 км) на швидкості 10 вузлів                                                               |
| Автономність плавання                                                 | 28 діб | 28 діб |
| Екіпаж                                                                | 53—56 офіцерів та матросів                                                                                 | 53—56 офіцерів та матросів                                                                                 |
| Розміри                                                               | | |
| Довжина найбільша (по КВЛ)                                            | 79,9 м | 79,9 м |
| Ширина корпусу найб.                                                  | 7,3 м | 7,3 м |
| Середня осадка (по КВЛ)                                               | 4,3 м | 4,3 м |
| Водотоннажність надводна                                              | 1791 тонна                                                                                                 | 1791 тонна                                                                                                 |
| Водотоннажність підводна                                              | 2060 тонн                                                                                                  | 2060 тонн                                                                                                  |
| Силова установка                                                      | | |
| Дизель-електрична: 2 × дизельних двигуни Admiralty 2 × електродвигуни | | |
| Гвинти                                                                | 2 | 2 |
| Потужність                                                            | 4640 к.с. (дизелі) 1 635 к.с. (електродвигун)                                                              | 4640 к.с. (дизелі) 1 635 к.с. (електродвигун)                                                              |
| Озброєння                                                             | | |
| Артилерія                                                             | 1 × 120-мм корабельна гармата Mark XII                                                                     | 1 × 120-мм корабельна гармата Mark XII                                                                     |
| Торпедно- мінне озброєння                                             | 8 × 533-мм торпедних апаратів                                                                              | 8 × 533-мм торпедних апаратів                                                                              |

«Рейнбоу» (N16) (англ. HMS Rainbow (N16) — військовий корабель, океанський патрульний підводний човен далекого радіусу дії, головний у своєму типі, Королівського військово-морського флоту Великої Британії часів Другої світової війни.
Підводний човен брав активну участь у бойових діях Другої світової війни. «Рейнбоу» здійснив 8 бойових походів, бився в Середземному морі, виконував завдання в Тихому та Індійському океанах.

## Історія створення
Підводний човен «Рейнбоу» був закладений 24 липня 1929 року на верфі компанії Chatham Dockyard у Чатемі. 14 травня 1930 року він був спущений на воду, а 18 січня 1932 року увійшов до складу Королівських ВМС Великої Британії.

## Історія служби
Після введення до строю, підводний човен «Рейнбоу» увійшов до складу 4-ї флотилії ПЧ на Китайській станції британського флоту. До 1940 року діяв тут разом з плавучою базою підводних човнів «Медвей» та підводними човнами «Регент», «Регулюс» і «Ровер». З серпня 1939 до червня 1940 року здійснив шість бойових походів у Південно-Східній Азії.
У червні 1940 року підводний човен переведений до Середземноморського флоту з базуванням в Александрії.
23 вересня 1940 року човен вирушив на патрулювання біля Калабрії і мав повернутися в Александрію 16 жовтня, востаннє виходив на контакт 25 вересня. Вважається, що він затонув 4 жовтня в результаті зіткнення з італійським судном Antonietta Costa, яке повідомило про наїзд на занурений об'єкт о 03:30, після чого стався потужний підводний вибух під час плавання італійського конвою, що прямував з Албанії того дня.
До 1988 року вважалося, що італійський підводний човен «Енріко Тоті» потопив «Рейнбоу», але згодом встановили, що жертвою «Енріко Тоті» став «Тріад».